# Großsteingräber bei Groß Flotow
Die Großsteingräber bei Groß Flotow waren ursprünglich mehrere megalithische Grabanlagen unbekannter Zahl der jungsteinzeitlichen Trichterbecherkultur bei Groß Flotow, einem Ortsteil von Penzlin im Landkreis Mecklenburgische Seenplatte (Mecklenburg-Vorpommern). Von diesen existiert heute nur noch eines. Die restlichen Anlagen wurden im 19. Jahrhundert zerstört.

## Lage
Das erhaltene Grab befindet sich etwa 3 km westlich von Groß Flotow in einem Waldstück. Die ursprüngliche Lage der zerstörten Gräber ist nicht überliefert. Etwa 3 km südsüdwestlich der erhaltenen Anlage befindet sich das Großsteingrab Möllenhagen.

## Beschreibung
Bei der erhaltenen Anlage handelt es sich um den Rest eines Hünenbetts, das ursprünglich eine steinerne Umfassung besaß. Von dieser ist noch ein großer Wächterstein erhalten. Der Grabtyp lässt sich nicht bestimmen.
Über die zerstörten Gräber ist lediglich bekannt, dass sie ebenfalls Hünenbetten mit Steinumfassungen besaßen. Über die Beschaffenheit der Grabkammern ist nichts bekannt.